# Nedžad Sinanović
Nedžad Sinanović (Zavidovici, Bosnia Herzegovina, 29 de enero de 1983) es un jugador bosnio nacionalizado español de baloncesto que con 2,22 m (7′ 3″) de altura jugaba en la posición de pívot. Con escasa experiencia profesional, fue elegido en segunda ronda (nº54) del Draft de la NBA de 2003 por los Portland Trail Blazers, pero nunca llegó a debutar en la liga estadounidense.

## Trayectoria
Sinanovic jugó en el Zenica Celik bosnio en el año 2002 promediando pocos minutos de juego. En el año 2003, el club belga Pepinster, donde coincidió con el que a la postre sería su compañero en el Real Madrid, el belga Axel Hervelle, se hizo con este gigante bosnio y en dos temporadas ha promediado 4 puntos y 4 rebotes en 2,6 minutos por partido. En el año 2005 Bozidar Maljkovic se fijó en él aunque, tras varios partidos con pocos minutos disputados, Sinanovic perdió su ficha en ACB y Euroliga. 
Joan Plaza llegó al Real Madrid el verano de 2006 y afirmó que Sinanovic era "el mejor fichaje" del club. Sin embargo, el bosnio no respondió a las expectativas creadas por el técnico catalán, por lo que se acabó dándole la baja. El pívot se vio abocado a jugar con el Real Madrid de LEB-2 y a entrar ocasionalmente en los planes del primer equipo, dependiendo de las bajas.
La temporada 2008/09 la disputó en el Autocid-Ford Burgos de Liga LEB-Oro en calidad de cedido por el Real Madrid.
En septiembre de 2009 fichó por el Clínicas Rincón Axarquía de LEB ORO. Realizó la pretemporada con el Club Baloncesto Málaga debido al elevado número de bajas en su plantilla lo que le llevó a participar en los primeros partidos de liga ACB.
El 3 de febrero de 2011 Sinanovic, aún en las filas del Clínicas Rincón Axarquía, juega 12 minutos con Unicaja en un partido de Euroliga, el cual el equipo malagueño lo tenía prácticamente perdido. En esos 12 minutos, el pivot bosnio anotó 15 puntos y cogió 8 rebotes, para acabar con 29 de valoración, liderando así la espectacular remontada del Unicaja.
Esa brillante actuación hace que definitivamente suba al Unicaja de la liga ACB, así despidiéndose del Clínicas Rincón Axarquía en el partido contra el CB Murcia, y pasando a las órdenes de Chus Mateo a partir del siguiente día.
El 25 de septiembre de 2012 se confirma el fichaje del gigante bosnio por el Blancos de Rueda Valladolid, militante de la liga ACB, con el que brilla en el primer partido de la temporada dando la victoria a su equipo contra el Regal Barcelona anotanto 28 puntos y 13 rebotes.
En 2014 ficha por el Petrochimi Iman Harbour BC de la liga iraní.

### Clubes
| Club                        | País                 | Año         |
| --------------------------- | -------------------- | ----------- |
| Zenica Celik                | Bosnia y Herzegovina | 2002 - 2003 |
| RBC Verviers-Pepinster      | Bélgica              | 2003 - 2005 |
| Real Madrid                 | España               | 2005 - 2007 |
| Köln 99ers                  | Alemania             | 2007 - 2008 |
| Autocid Ford Burgos         | España               | 2008 - 2009 |
| Club Baloncesto Málaga      | España               | 2009        |
| Clínicas Rincón Axarquía    | España               | 2009 - 2011 |
| Club Baloncesto Málaga      | España               | 2011 - 2012 |
| Blancos de Rueda Valladolid | España               | 2012 - 2014 |
| Petrochimi Iman Harbour BC  | Irán                 | 2014        |

## Palmarés
- Campeón de la ULEB Cup 2007.
- Subcampeón de la Copa del Rey 2007.
- Campeón de la Liga ACB 2007.